# Краснопрудский переулок
Краснопру́дский переу́лок — переулок в центре Петергофа (Петродворцовый район Санкт-Петербурга). Расположен в Новом Петергофе и проходит от Санкт-Петербургского проспекта до Лихардовской улицы.

## История

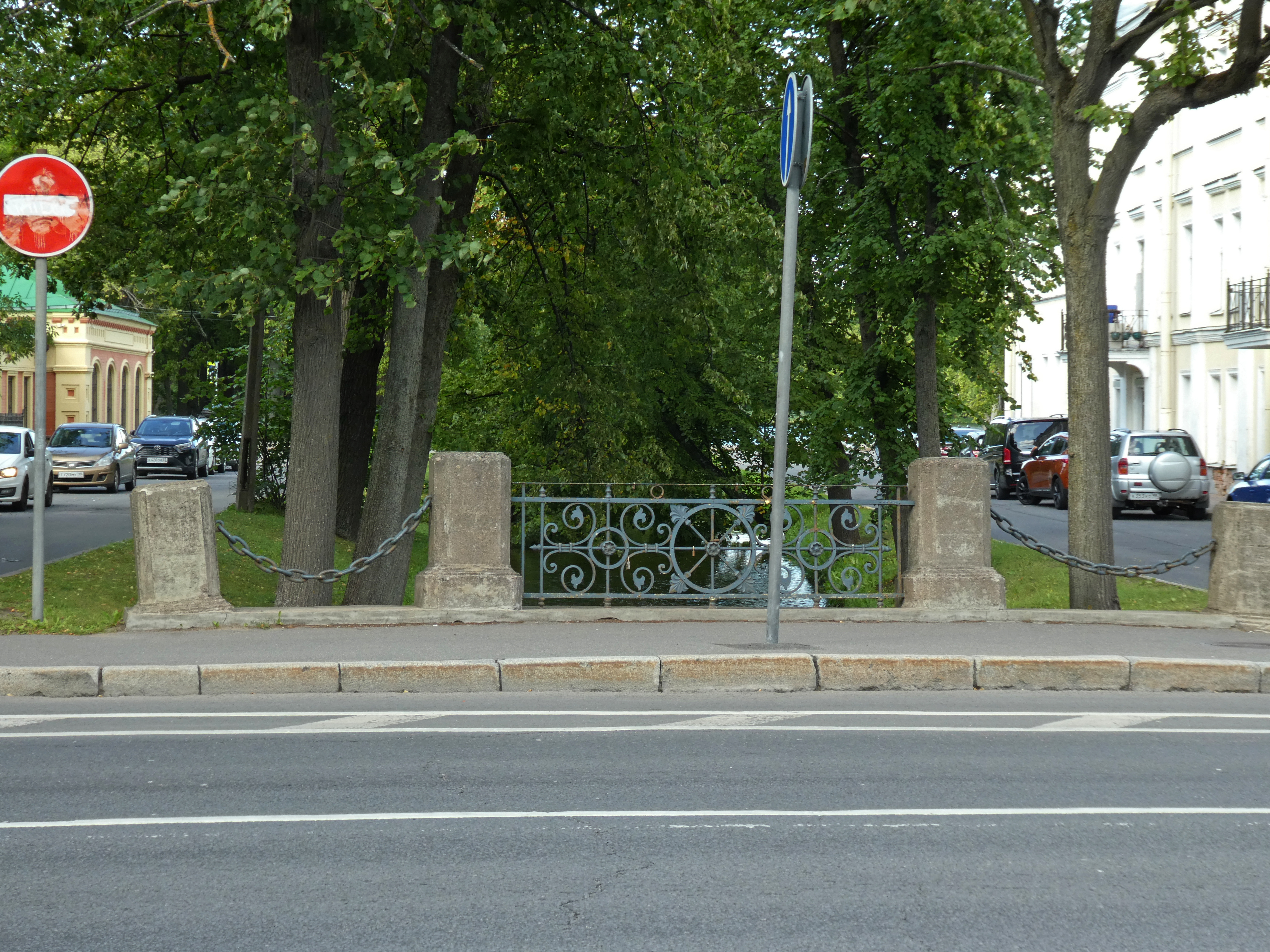
Мост через Краснопрудский канал по Санкт-Петербургскому проспекту, справа и слева проходит Краснопрудский переулок

В 1825—1836 годах входил в состав Полковой улицы (ныне Ксеньевская улица), в которую иногда включался вплоть до 1841 года. Современное наименование Краснопрудский переулок известно 1836 года, было дано по Краснопрудскому каналу, по обоим берегам которого проходит переулок.
В 1930-е годы переулок официально был упразднён, вместе с проездом по западному берегу Красного пруда и Торговой площадью он включался в состав существовавшей в эти годы Малой Советской улицы. Впоследствии название Малая Советская перешло на близлежащую улицу. Название Краснопрудский переулок было восстановлено в 2010 году.

## Достопримечательности
- Краснопрудский канал — часть Петергофского фонтанного водовода  Объект культурного наследия народов РФ. Рег. № 7810409000 (ЕГРОКН)
- Дом Финтеклюза (Санкт-Петербургский проспект, 41, на пересечении с Краснопрудским переулком)  Объект культурного наследия народов РФ. Рег. № 7802008000 (ЕГРОКН)
- Здание церковно-приходской школы (Санкт-Петербургский проспект, 43 литера Б, фактически располагается на пересечении Краснопрудского переулка с Лихардовской улицей)  Объект культурного наследия народов РФ. Рег. № 7801173000 (ЕГРОКН)
- Собор Петра и Павла (Санкт-Петербургский проспект, 32, напротив западной стороны переулка)  Объект культурного наследия народов РФ. Рег. № 7801172001 (ЕГРОКН)
- Торговая площадь с фонтаном — напротив восточной стороны переулка.